# Municipio de Edwards (Minnesota)
El municipio de Edwards (en inglés: Edwards Township) es un municipio ubicado en el condado de Kandiyohi en el estado estadounidense de Minnesota. En el año 2010 tenía una población de 242 habitantes y una densidad poblacional de 2,63 personas por km².

## Geografía
El municipio de Edwards se encuentra ubicado en las coordenadas 45°1′26″N 95°10′46″O / 45.02389, -95.17944. Según la Oficina del Censo de los Estados Unidos, el municipio tiene una superficie total de 91.87 km², de la cual 90,92 km² corresponden a tierra firme y (1,04 %) 0,96 km² es agua.

## Demografía
Según el censo de 2010, había 242 personas residiendo en el municipio de Edwards. La densidad de población era de 2,63 hab./km². De los 242 habitantes, el municipio de Edwards estaba compuesto por el 96,28 % blancos, el 0,41 % eran afroamericanos, el 0,83 % eran de otras razas y el 2,48 % eran de una mezcla de razas. Del total de la población el 4,13 % eran hispanos o latinos de cualquier raza.